# Raísa Ajmátova
Raísa Soltamuradovna Ajmátova (ruso cirílico: Раиса Солтамурадовна Ахматова; Grozni, 30 de diciembre de 1928-ibidem, 29 de enero de 1992) fue una poetisa rusa-chechena muy popular especialmente entre su pueblo e ingusetios, aunque su obra completa (con más de 600 títulos) fue destruida cuando el ejército ruso, quemó el Archivo Nacional Checheno durante la Primera Guerra Chechena.